# Augusto Silva
Augusto Silva (22 de març de 1902 - 8 de gener de 1962) fou un futbolista portuguès de la dècada de 1920 i entrenador.
Fou 21 cops internacional amb la selecció portuguesa amb la qual participà en els Jocs Olímpics de 1928.
Pel que fa a clubs, defensà els colors de C.F. Os Belenenses.